# Kalanit (Izrael)
Kalanit  (hebrejsky כַּלָּנִית, doslova „sasanka věncová“, v oficiálním přepisu do angličtiny Kallanit) je vesnice typu společná osada (jišuv kehilati) v Izraeli, v Severním distriktu, v Oblastní radě Merom ha-Galil.

## Geografie
Leží v nadmořské výšce 12 metrů, cca 35 kilometrů východně od břehů Středozemního moře a cca 7 kilometrů západně od Galilejského jezera na rozmezí východního okraje svahů Dolní Galileji a příkopové propadliny podél řeky Jordán. Severně od vesnice protéká Národní rozvaděč vody.
Osada se nachází cca 109 kilometrů severovýchodně od centra Tel Avivu, cca 43 kilometrů severovýchodně od centra Haify a cca 10 kilometrů jihojihozápadně od Safedu. Kalanit obývají Židé, přičemž osídlení v tomto regionu je etnicky převážně židovské. Pouze 3 kilometry na západ leží město Maghar, které obývají izraelští Arabové a Drúzové. 6 kilometrl jihozápadním směrem je to arabské město Ajlabun.
Obec Kalanit je na dopravní síť napojena pomocí dálnice číslo 65, ze které nedaleko obce odbočuje lokální silnice číslo 807 do Magharu.

## Dějiny

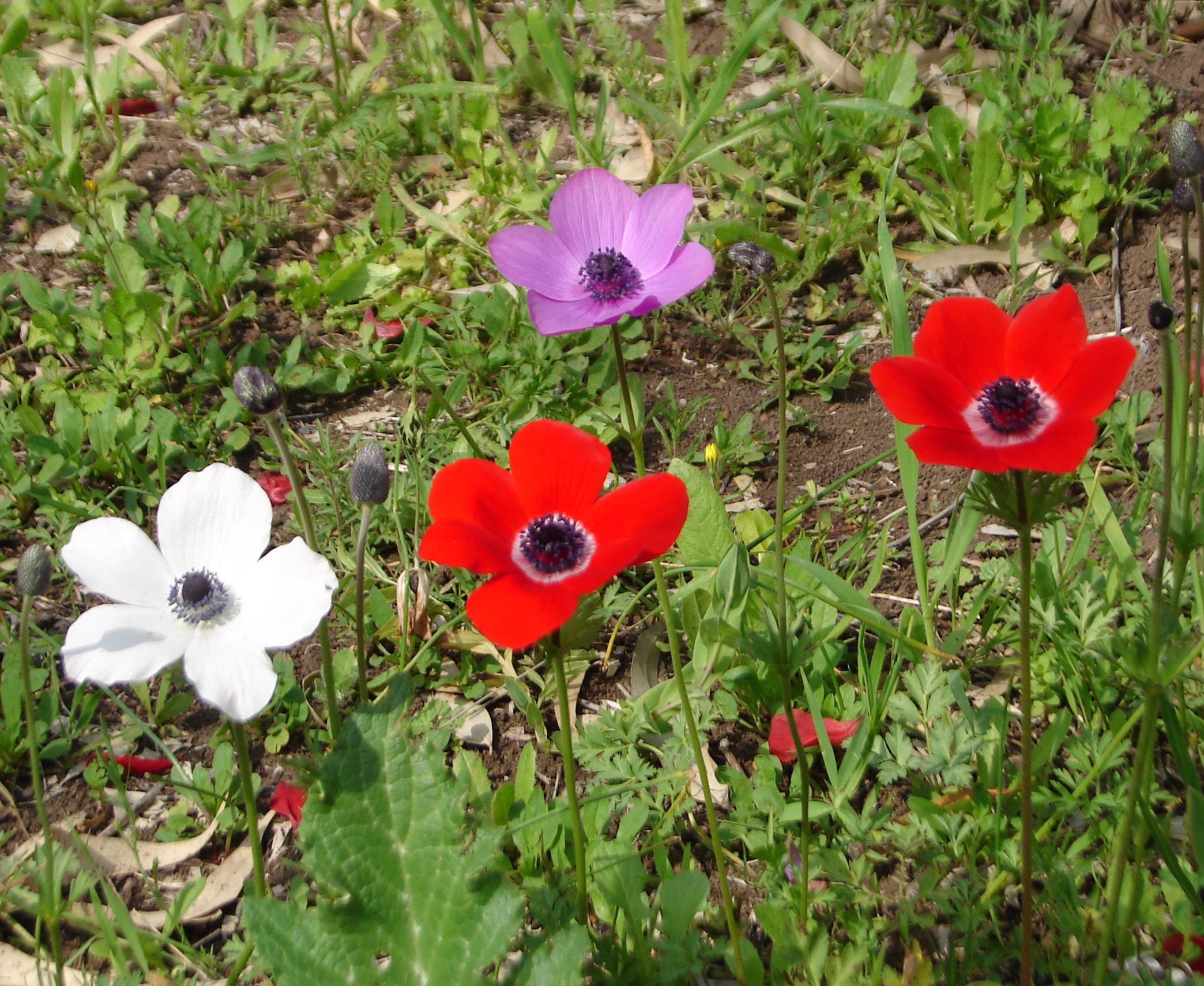
Sasanka věncová, jarní květina v Izraeli

Vesnice Kalanit byla založena roku 1981 v rámci programu Micpim be-Galil, který na přelomu 70. a 80. let 20. století znamenal výstavbu několika desítek nových židovských vesnic v oblasti Galileji a jehož cílem bylo posílit židovské demografické pozice v tomto regionu a nabídnout bydlení na venkově s předměstským životním stylem. Zakladatelé vesnice patřili k nábožensky orientované organizaci ha-Po'el ha-Mizrachi. Původně šlo o družstevně hospodařící mošav, který později proměněn na individuálně organizovanou společnou osadu.
Místní ekonomika je založena na zemědělství a turistickém ruchu. Část obyvatel za prací dojíždí. V roce 1996 byl na jihozápadním okraji obce otevřen areál věznice Calmon (בית הסוהר צלמון), který je tvořen komplexem desítek budov.
V Kalanit je k dispozici synagoga, knihovna, společenské centrum, plavecký bazén, sportovní areály a zařízení předškolní péče o děti. Základní škola je v obci Hoša'aja. Vesnice má výhledově projít další stavební expanzí o 137 bytových jednotek.

## Demografie
Obyvatelstvo Kalanit je smíšené, tedy sekulární i nábožensky orientované. Podle údajů z roku 2014 tvořili populaci v Kalanit Židé (včetně statistické kategorie "ostatní", která zahrnuje nearabské obyvatele židovského původu ale bez formální příslušnosti k židovskému náboženství).
Jde o menší sídlo vesnického typu s dlouhodobě stagnujícím počtem obyvatel. K 31. prosinci 2014 zde žilo 190 lidí. Během roku 2014 populace stoupla o 0,0 %.
| Rok            | 1983 | 1995 | 2001 | 2003 | 2004 | 2005 | 2006 | 2007 | 2008 | 2009 | 2010 | 2011 | 2012 | 2013 | 2014 |
| -------------- | ---- | ---- | ---- | ---- | ---- | ---- | ---- | ---- | ---- | ---- | ---- | ---- | ---- | ---- | ---- |
| Počet obyvatel | 103  | 193  | 207  | 216  | 222  | 226  | 221  | 229  | 227  | 174  | 173  | 172  | 182  | 190  | 190  |